# Flight Dispatcher
Il Flight Dispatcher o Flight Operations Officer è una figura professionale designata da un operatore aeronautico, impegnato nel controllo e supervisione delle operazioni di volo, con licenza oppure no, opportunamente qualificato in accordo all'Annesso I ICAO, che sostiene, dà istruzioni e/o assiste l'equipaggio nella condotta sicura del volo.

## Compiti
- Assiste il comandante nella preparazione del volo e fornisce le informazioni rilevanti;
- assiste il comandante nella preparazione del piano di volo operativo e ATS, firma quando applicabile e invia il piano di volo ATS alle appropriate unità ATS e;
- fornisce al comandante durante il volo, con mezzi appropriati, quelle informazioni che potrebbero essere necessarie per la condotta sicura del volo.
- Nel caso di un'emergenza, il Flight Dispatcher dovrà:
  - avviare le procedure come sottolineate dai propri manuali operativi evitando di intraprendere qualsiasi azione che potrebbe entrare in conflitto con le procedure ATS e;
  - trasmettere informazioni di sicurezza all'equipaggio che potrebbero essere necessarie per la condotta sicura del volo, incluse le informazioni relative a qualsiasi emendamento al piano di volo che potrebbe divenire necessario durante il volo.

## Altre voci
- Rotte nord atlantiche
- Required Navigation Performance
- ETOPS
- GNSS augmentation
- ADS-B
- GADSS